# Gatto di bordo

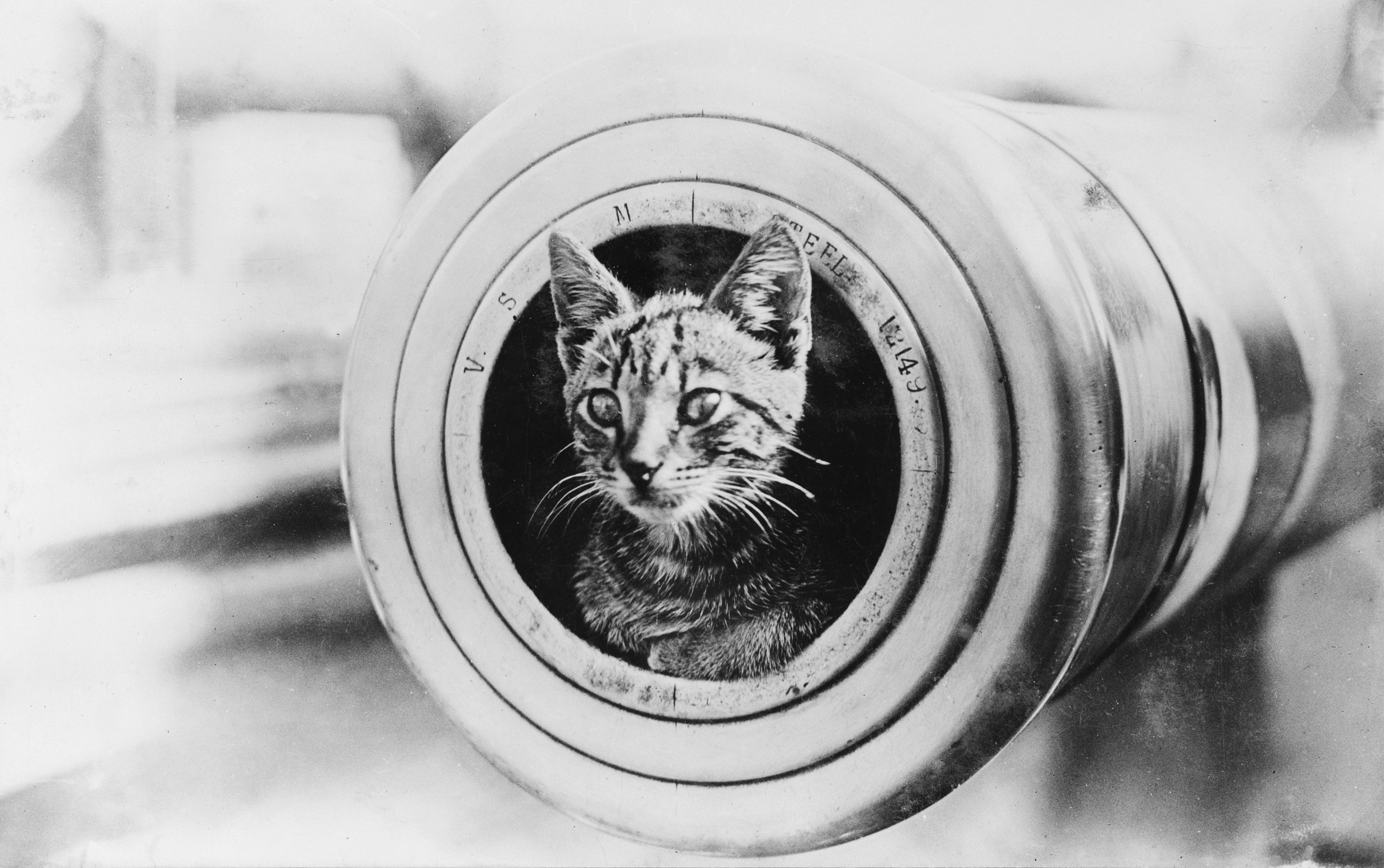
Gatto di bordo sulla Encounter durante la prima guerra mondiale

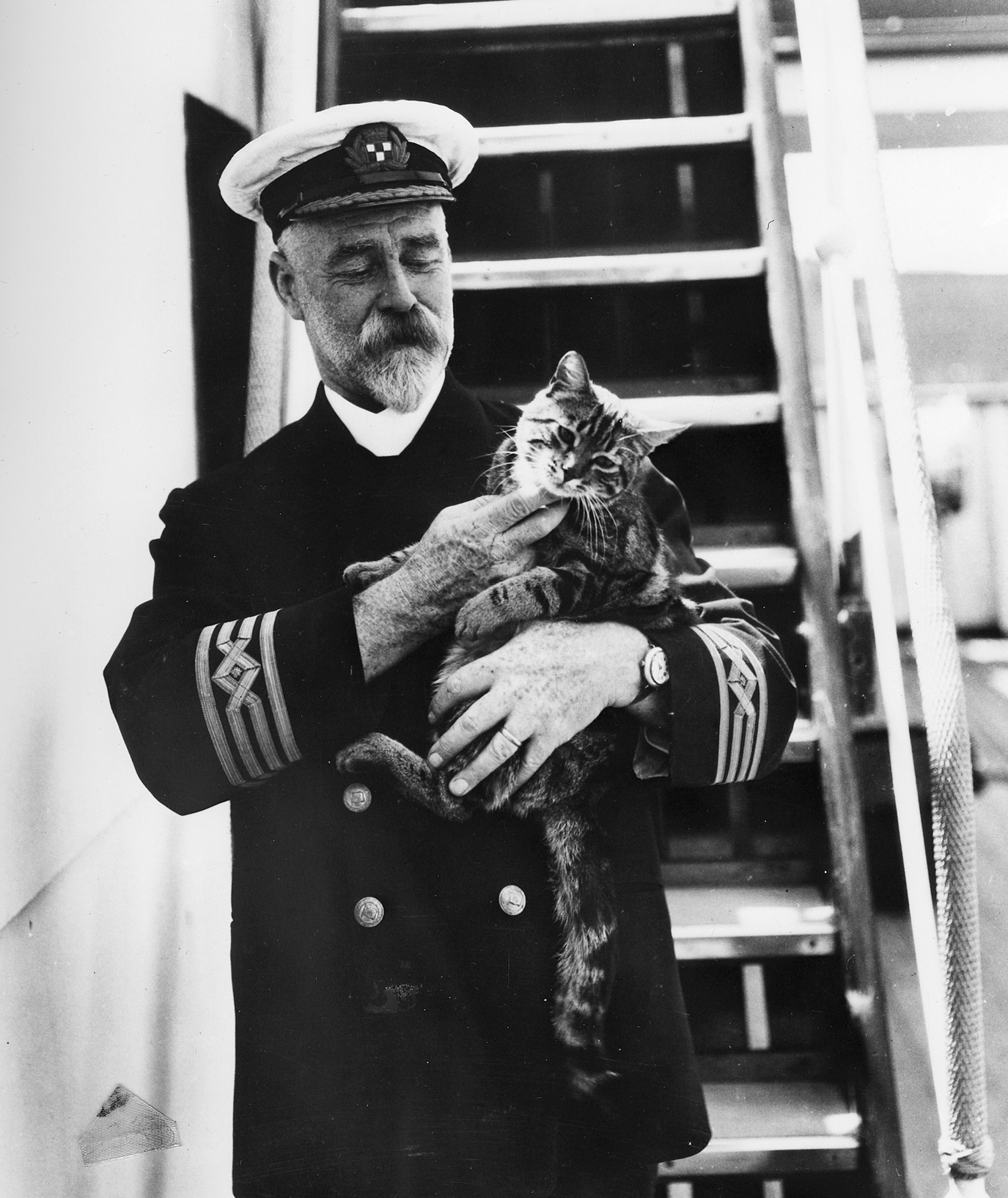
Il capitano A. J. Hailey col suo gatto sulla Empress of Canada, anni venti

Il gatto di bordo è un gatto imbarcato su mercantili, navi da ricerca e da guerra sin dai tempi antichi. I gatti sono stati imbarcati per molte ragioni, specialmente come difesa contro i roditori. I parassiti a bordo di una nave possono causare danni a cime, oggetti in legno e cablaggi elettrici. Inoltre, i roditori sono un rischio per la cambusa e possono causare danni economici ai beni in stiva. Possono anche essere vettori di malattie come la peste; i ratti sulle navi, infatti, erano ritenuti i principali diffusori della peste nera.
I gatti per natura attaccano e uccidono i ratti e la loro naturale capacità di adattarsi a nuovi ambienti li ha resi adatti per il servizio su una nave. Inoltre, offrono compagnia e senso di calore, sicurezza e cameratismo ai marinai lontani da casa.

## Storia
Si ritiene che l'addomesticamento dei gatti risalga a circa 9 000 anni fa nelle fattorie del vicino oriente. Gli antichi egizi portavano i gatti a bordo delle barche del Nilo per catturare gli uccelli nella boscaglia lungo le rive del fiume. Uno studio del 2017 sul DNA mitocondriale suggerisce che i gatti si siano diffusi dall'Antico Egitto lungo le rotte commerciali marittime qualche migliaio di anni dopo essere stati addomesticati. I risultati preliminari di uno studio genetico pubblicato nel settembre 2016 hanno concluso che i gatti venivano trasportati su navi commerciali per controllare i roditori, e tale pratica veniva adottata da commercianti di molte nazioni, tra cui i Vichinghi nel nord della Germania tra l'VIII secolo e l'XI secolo. Il gatto delle foreste norvegesi è un ecotipo che si ritiene si sia evoluto proprio dalle navi vichinghe. I velieri diffusero il gatto domestico in quasi tutto il pianeta durante le esplorazioni del XV e XVIII secolo.
Il Consolato del mare, trattato di diritto commerciale marittimo rimasto in vigore fino al XIX secolo, disponeva che il comandante di ogni nave mercantile dovesse imbarcare un numero sufficiente di gatti per cacciare i topi, al fine di non rovinare le merci trasportate; inoltre, qualora durante il viaggio si fossero perduti i gatti per morte o altra causa, il comandante avrebbe dovuto rimpiazzarli acquistando altri gatti al primo porto d'approdo. L'inosservanza di tali regole avrebbe comportato una responsabilità contrattuale del comandante della nave, chiamato a rispondere personalmente dei danni causati dai topi a bordo.
Nel 1996 venne recuperata una giunca carica di porcellana e ceramica affondata intorno al 1450 nel Mar Cinese Meridionale al largo di Hội An. Studiano il relitto, si è scoperto che al suo interno vi erano resti scheletrici di ratti e il cranio di un gatto nella zona posteriore della nave. Secondo l'ipotesi di Detlef Bluhm, questo ritrovamento potrebbe essere la prima prova archeologica diretta di un gatto di bordo.

## Gatti e superstizione
I gatti nell'antico Egitto erano ritenuti animali magici e numerosi miti e superstizioni sorsero nella comunità dei marinai. Erano considerati animali intelligenti e porta fortuna, e ricevevano molte attenzioni da parte dell'equipaggio. Alcuni marinai ritenevano che il gatto polidattile fosse più adatto per catturare animali nocivi, probabilmente suggestionati dal fatto che tali gatti, disponendo di più dita, avessero un migliore equilibrio sulle imbarcazioni. In alcuni luoghi i gatti polidattili sono chiamati "gatti di bordo".
Si riteneva che i gatti avessero poteri miracolosi che potevano proteggere le navi dalle intemperie. A volte, le mogli dei pescatori tenevano in casa anche dei gatti neri, nella speranza che sarebbero stati in grado di usare la loro influenza per proteggere i loro mariti in mare. Si credeva che fosse un evento fortunato se un gatto si avvicinava a un marinaio sul ponte, ma un presagio negativo se arrivava solo a metà strada e poi si ritirava. Un'altra credenza popolare era che i gatti potessero scatenare tempeste attraverso la magia immagazzinata nelle loro code. Se un gatto di una nave cadeva o veniva gettato in mare, si pensava che avrebbe evocato una terribile tempesta per affondare la nave e che se la nave fosse riuscita a sopravvivere, sarebbe stata maledetta con nove anni di sfortuna. Se un gatto leccava la sua pelliccia contropelo, significava che stava arrivando una tempesta di grandine; se starnutiva significava pioggia; e se era vivace significava vento.
Alcune di queste credenze hanno un fondamento di verità: i gatti sono in grado di percepire lievi cambiamenti meteorologici grazie al loro orecchio interno molto sensibile, che permette loro anche di cadere sempre in piedi. La bassa pressione atmosferica che di solito anticipa un tempo burrascoso, spesso rende i gatti nervosi e irrequieti.
I marinai giapponesi ritengono che il gatto calico tricolore (みけねこ, mike-neko), salendo sull'albero maestro della nave, tenga lontani gli spettri dei naufraghi.

## Esempi famosi
La prevalenza di gatti sulle navi ha fatto sì che venissero segnalati da una serie di noti marinai. Allo scoppio della seconda guerra mondiale, con la diffusione della comunicazione di massa, un certo numero di gatti di bordo è persino divenuto celebre.
Aussie
Aussie è stato l'ultimo gatto di bordo della nave di linea transpacifica RMS Niagara, nato a Suva, nelle Figi. Prima di lui, il ruolo era svolto dalla madre, mentre non si sa nulla del padre, un gatto persiano originario di Vancouver, Columbia Britannica. Quando la nave fu minata al largo della costa della Nuova Zelanda nel 1940, Aussie venne messo in una delle scialuppe, ma saltò di nuovo a bordo della nave. Pochi giorni dopo, i residenti di Horahora, Whangārei, affermarono che un gatto che rispondeva alla sua descrizione raggiunse la riva su di un pezzo di legno e che venne messo in una gabbia dal civile R. McDonald, anche se poi riuscì a fuggire senza più dare segni della sua presenza.
Blackie

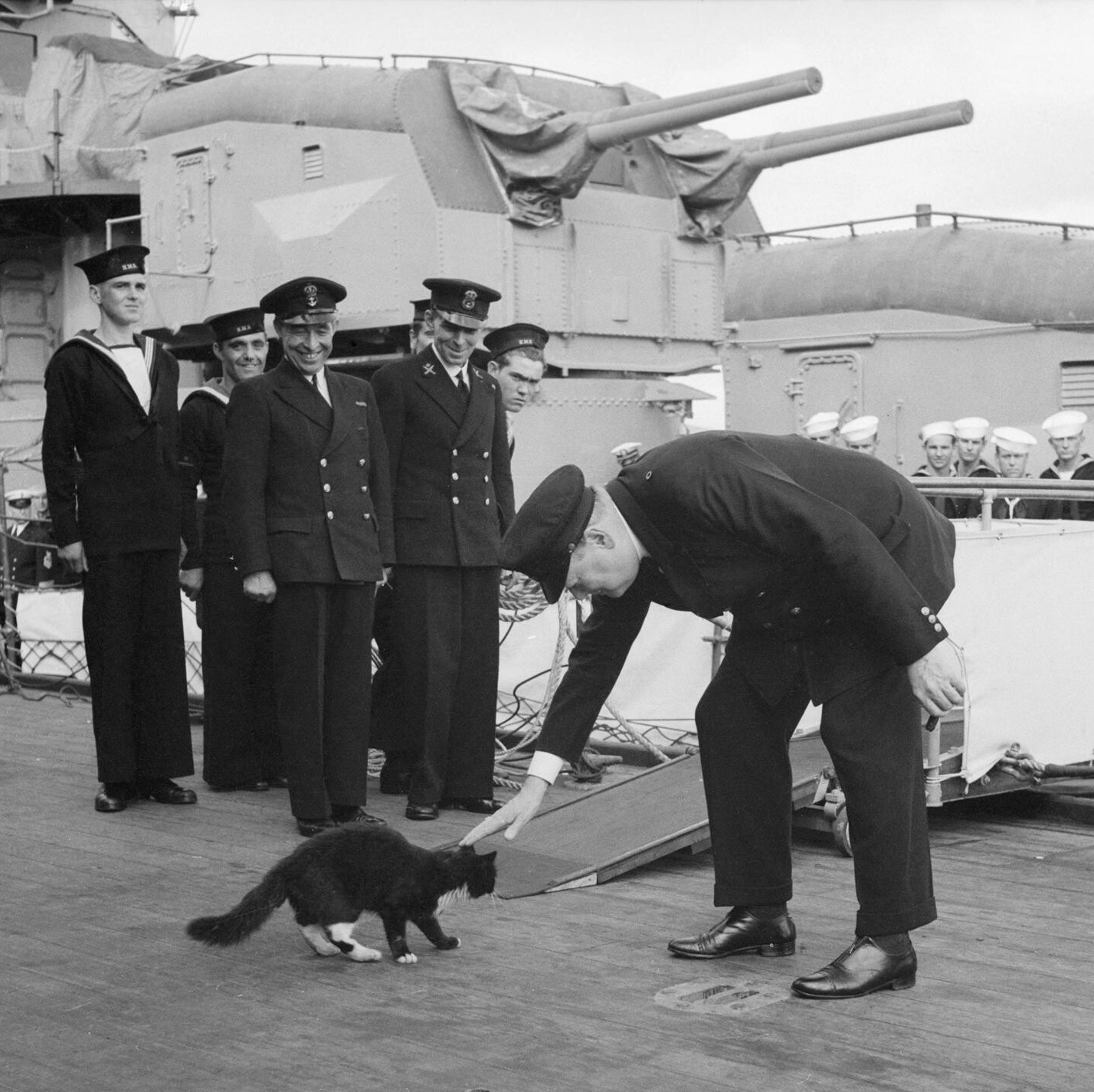
Churchill saluta Blackie prima di risalire sulla Prince of Wales

Blackie era il gatto di bordo della nave HMS Prince of Wales. Durante il secondo conflitto mondiale, raggiunge fama mondiale dopo che la Prince of Wales portò il Primo ministro Winston Churchill attraverso l'Atlantico a NS Argentia, Terranova, dove nell'agosto 1941 si incontrò segretamente con il Presidente statunitense Roosevelt per diversi giorni in un porto sicuro. Questo incontro ha portato alla dichiarazione della Carta Atlantica, ma mentre Churchill stava per risalire sulla Prince of Wales, Blackie si avvicinò. Churchill si chinò per dire addio a Blackie, e il momento fu fotografato e riportato nei media mondiali. In onore del successo della visita, Blackie fu ribattezzato Churchill. Blackie sopravvisse all'affondamento della Prince of Wales da parte dell'aviazione giapponese nello stesso anno, fu portato a Singapore con i sopravvissuti. Non è stato trovato quando Singapore venne evacuata l'anno successivo e il suo destino è sconosciuto.
Camouflage
Camouflage era il gatto di bordo di una LST della US Coast Guard in servizio sull'oceano Pacifico durante la seconda guerra mondiale. Era noto perché inseguiva sul ponte i proiettili traccianti sparati dai nemici.
Chibley
Chibley era il gatto di bordo della nave d'alto bordo Picton Castle. Fu salvata da un canile e per cinque volte circumnavigò il mondo. Il Picton Castle era un brigantino a palo da addestramento e Chibley è stata conosciuta da grande numero di visitatori divenendo famosa. Chibley è morta il 10 novembre 2011 a Lunenburg, Nuova Scozia. Ha navigato per oltre 180 000 miglia.
Convoy

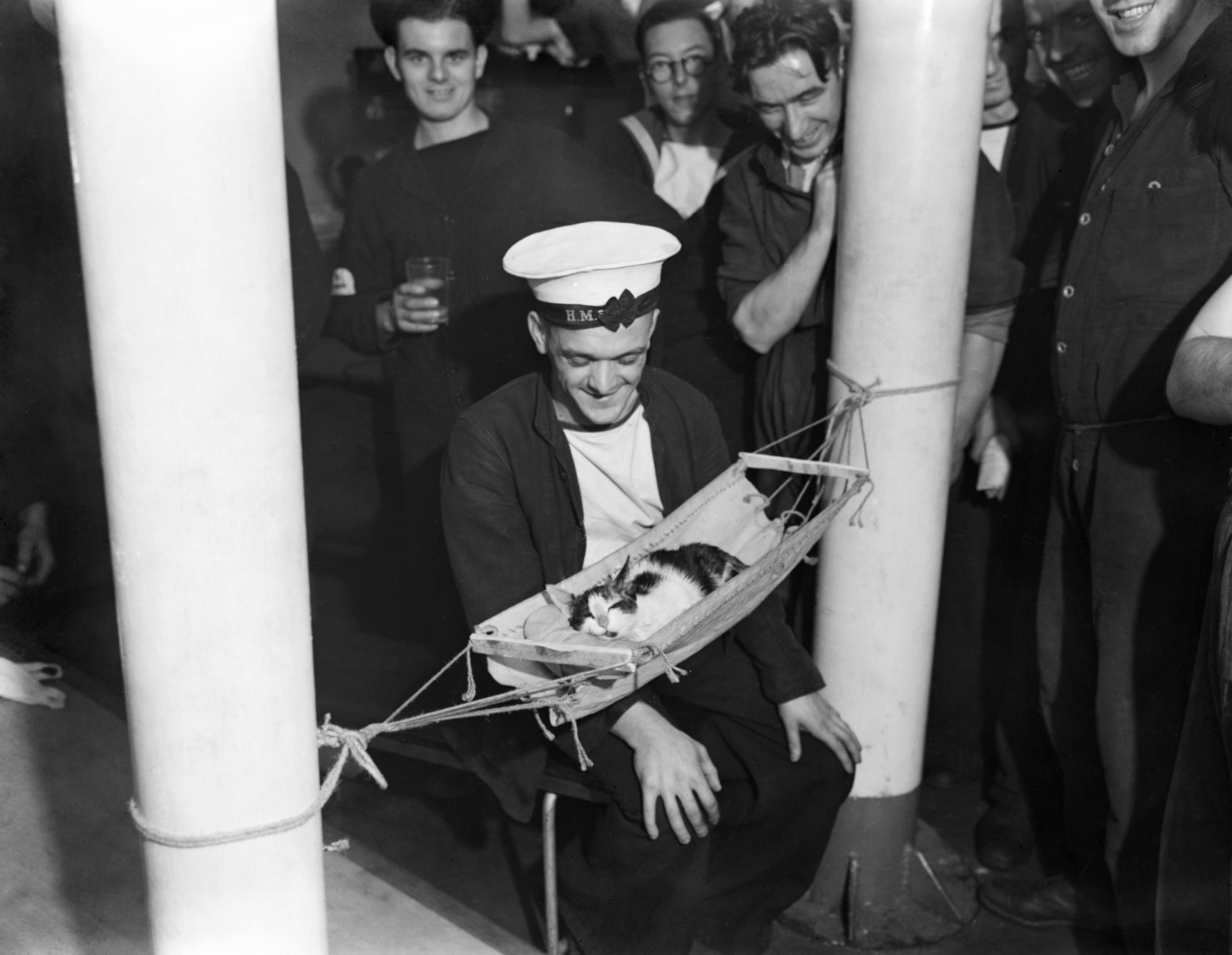
Convoy addormentato su un'amaca a bordo dell'HMS Hermione

Convoy ("Convoglio") era il gatto di bordo della HMS Hermione. Era nominato così perché spesso era a bordo quando la nave era in servizio di scorta. Convoy era elencato nel libro di bordo e fornito di un kit completo, inclusa una minuscola amaca in cui dormiva. Morì affondando il 16 giugno 1942 insieme ad altri 87 marinai, quando la Hermione fu silurata da un sottomarino tedesco U-205.
Emmy
Emmy era il gatto di bordo della RMS Empress of Ireland. Era una gatta soriana arancione che non aveva mai perso un viaggio. Tuttavia, il 28 maggio 1914, Emmy scese dalla nave mentre era in porto a Quebec City. L'equipaggio la riportò sulla nave, ma la gatta se ne andò di nuovo, lasciando i suoi cuccioli. La Empress of Ireland salpò senza di lei e questo fu considerato dall'equipaggio un terribile presagio. La mattina dopo (erano le 1:20 del mattino del 29 maggio 1914) la Empress of Ireland entrò in collisione con il mercantile norvegese Storstad mentre attraversava la foce del fiume San Lorenzo, in mezzo alla nebbia. Affondò rapidamente, uccidendo 1 012 persone.
Felix
Felix era il gatto di bordo della Mayflower II quando salpò da Devon, verso Plymouth, nel 1957 come manifestazione di solidarietà tra il Regno Unito e gli USA dopo la Seconda Guerra Mondiale. Era provvisto di salvagente e una volta si ruppe una zampa a seguito di un incidente. La zampa fu curata dal medico di bordo. Foto e storie di Felix apparvero sulle riviste National Geographic, Life, e Yankee dopo il suo arrivo negli Stati Uniti. Il gatto e l'equipaggio hanno marciato a New York in una parata di nastri (ticker tape parade) e hanno girato la costa est durante l'estate. Fu infine adottato dalla fidanzata del suo compagno di cabina, Ann Berry, e si stabilì a Waltham, nel Massachusetts. Il capitano della Mayflower II scrisse un libro per bambini su Felix intitolato Felix and his Mayflower II Adventures. Il libro è stato pubblicato durante la celebrazione del cinquantesimo anniversario della nave a Plimoth Plantation.
Halifax
Halifax era il nome dato al gatto di Alvah e Diana Simon che era stato trovato nel porto di Halifax, in viaggio verso l'inverno a Tay Bay nel 1994, sulla barca Roger Henry. Il gatto passò tutto il tempo ghiacciato sulla barca con Alvah, quando Diana dovette partire per motivi familiari. Il libro di Alvah, North To The Night descrive la sua avventura nel ghiaccio con Halifax il gatto, che ha finito col perdere mezzo orecchio per congelamento.
Herman

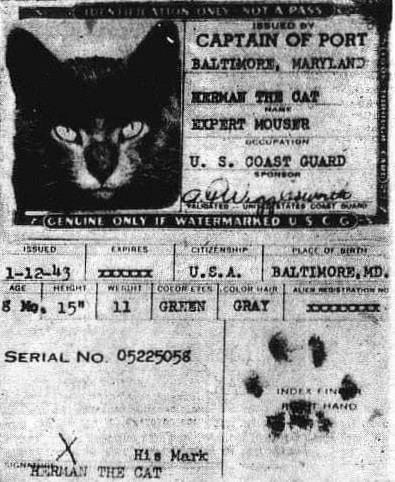
Documento d'identità di Herman

Herman (aprile 1943-?) era il nome di un gatto della US Coast Guard assunto il 1º dicembre 1943 dal capitano del porto di Baltimora con il compito di cacciare i topi della nave. Guardando il suo documento d'identità rilasciato proprio dal capitano, il n. 05225058, Herman aveva un manto di colore grigio, occhi verdi, un'altezza di 15 pollici (38,1 cm) e un peso di 11 libbre (4,99 kg).
Jenny
Jenny era il nome del gatto della nave a bordo del Titanic ed era menzionata nei racconti di molti dei membri dell'equipaggio che sopravvissero al fatidico viaggio inaugurale del 1912. Fu trasferita dalla imbarcazione gemella del Titanic, la Olympic e partorì la settimana prima che il Titanic salpasse da Southampton. Abitualmente Jenny e i suoi cuccioli stavano nella cambusa, accuditi dai camerieri che li nutrivano con gli avanzi di cucina. La hostess Violet Jessop scrisse nel suo libro di memorie che la gatta "accudiva la sua cucciolata vicino a Jim, lo sguattero, la cui approvazione sempre cercava e che riceveva sempre la sua calda devozione." Non è noto il destino di Jenny e della sua cucciolata: secondo il racconto dello sguattero che l'aveva adottata, Jim Mulholland, allo scalo di Southampton Jenny trasportò i gattini a terra prima di sbarcare lei stessa. Questa azione premonitrice avrebbe convinto lo stesso Mulholland a sbarcare, rimanendo a Southampton.
Kiddo

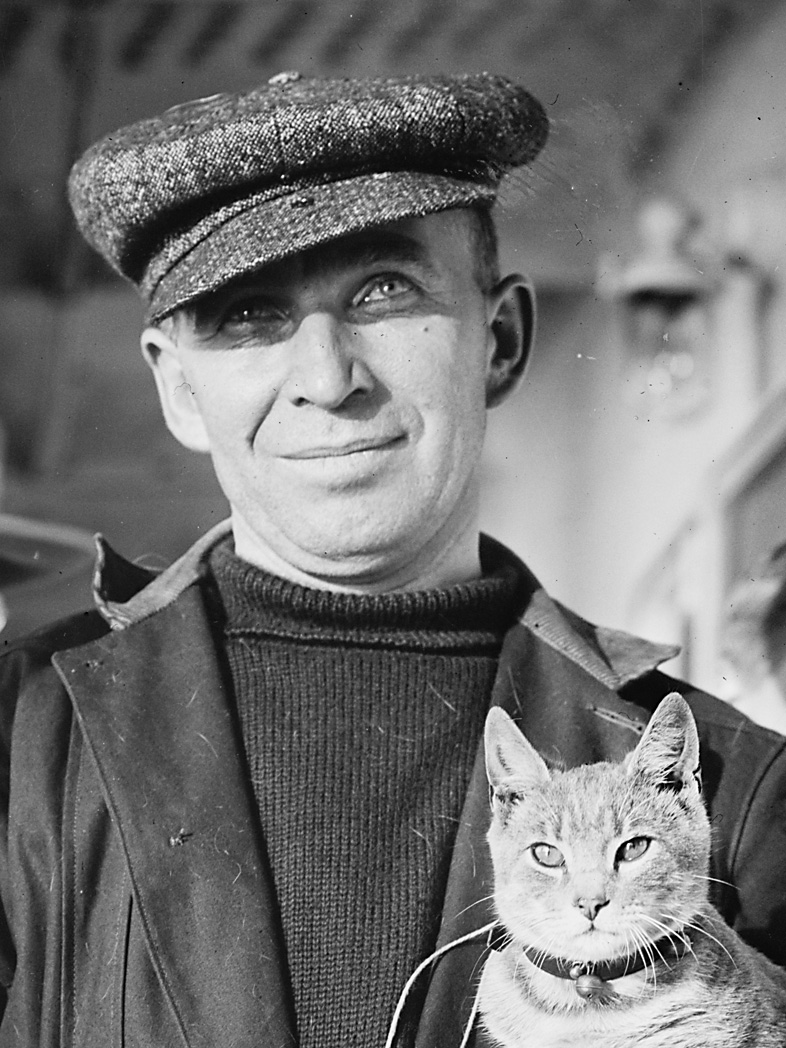
M. Vaniman e Kiddo

Kiddo era un gatto che si presume si sia stivato clandestinamente quando il dirigibile America partì da Atlantic City, New Jersey, nel tentativo di attraversare l'oceano Atlantico nel 1910. Kiddo all'inizio era irritato dall'esperienza, ma si adattò e, evidentemente, era più bravo a prevedere il maltempo del barometro. I motori del dirigibile andarono in avaria, il piccolo equipaggio e Kiddo abbandonarono l'America con le lance di salvataggio quando avvistarono il Royal Mail steamship Trent, vicino a Bermuda. Kiddo andò in pensione come gatto di bordo e fu accudito da Edith Wellman Ainsworth, la figlia del giornalista, esploratore e aviatore americano, Walter Wellman, che fece l'audace tentativo.
Mrs. Chippy

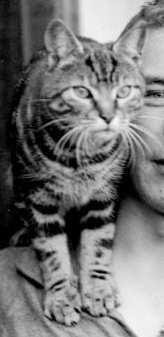
Mrs. Chippy, un gatto di bordo soriano tigrato

Mrs. Chippy (che in realtà era maschio) era il gatto di bordo della Endurance, la nave utilizzata da Sir Ernest Shackleton per la sua celebre spedizione. Quando la nave andò persa, essendo rimasta intrappolata e infine schiacciata nel ghiaccio, Shackleton ordinò che i cani da slitta e Mrs. Chippy fossero uccisi, poiché Shackleton ritenne che gli animali non potevano essere più mantenuti durante l'arduo viaggio.
Nansen
Nansen era il gatto di bordo della Belgica, che fu impiegata nella spedizione belga in Antartide. Fu portato a bordo dal compagno di cabina Johan Koren, e successivamente fu nominato Fridtjof Nansen. Morì il 22 giugno 1898 e fu sepolto nell'Antartide.
Peebles

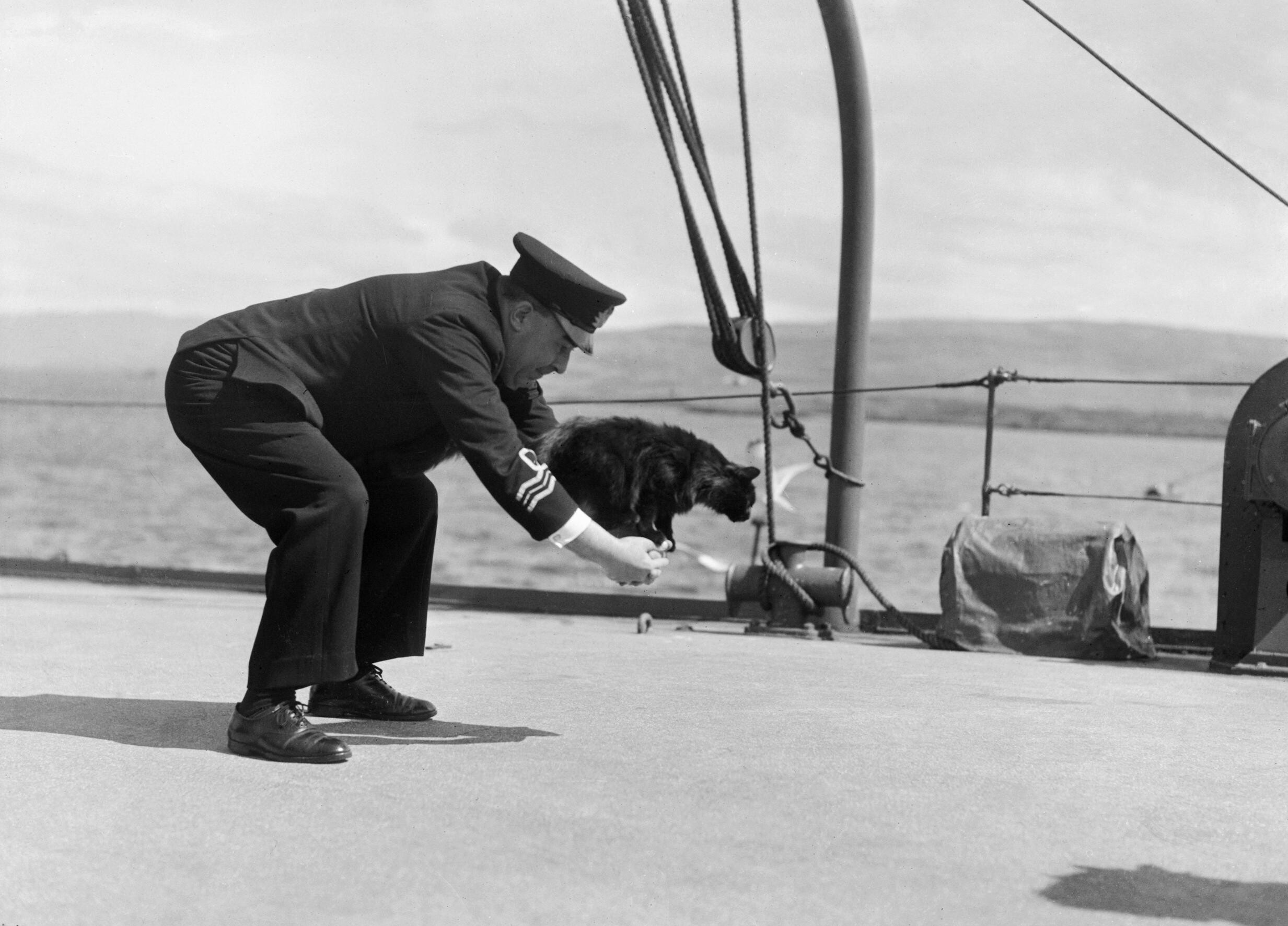
Peebles mentre gioca saltando tra le braccia del tenente comandante R. H. Palmer a bordo del HMS Western Isles aTobermory, Mull

Peebles era il gatto di bordo della nave Western Isles.
Un altro gatto che divenne il favorito dell'equipaggio, era noto per essere particolarmente intelligente e avrebbe stretto le mani agli estranei quando salivano a bordo.
Pooli

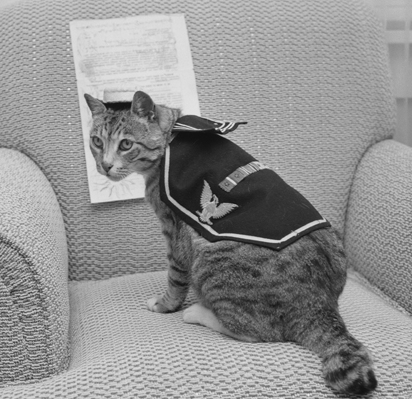
Pooli in uniforme il 4 luglio 1959, il suo 15º compleanno

Pooli ha prestato servizio a bordo di una nave da attacco americana durante il secondo conflitto mondiale. È stata premiata con tre nastri e quattro stelle di servizio.
Rinda
Rinda era il gatto di bordo del mercantile norvegese SS Rinda, che fu silurato e affondato durante la seconda guerra mondiale. Quando l'equipaggio sopravvissuto si rese conto che il gatto non era a bordo della scialuppa di salvataggio, lo cercarono nella notte fino a quando finalmente non udirono un lamentoso miagolio in lontananza. "Abbiamo remato più forte che potevamo e abbiamo riso e pianto quando abbiamo alzato la palla di fango bagnata a bordo". Divenne il gatto di bordo della nave di soccorso, il peschereccio navale britannico armato HMT Pict, e fu nominata Rinda.
Simon
Simon era il gatto di bordo dell'Amethyst durante l'incidente del Fiume Azzurro nel 1949, e fu ferito nel bombardamento che uccise 25 membri dell'equipaggio, compreso l'ufficiale in comando. Guarì rapidamente e ricominciò a uccidere ratti e a tenere il morale dell'equipaggio alto. Fu promosso a 'Abile gatto di mare', e divenne una celebrità dopo che la nave scampò al bombardamento e ritornò in Inghilterra. Morì poco dopo per una infezione. I suoi necrologi apparvero nel The Times. Fu insignito postumo della Dickin Medal, l'unico gatto ad averla ricevuta, e fu sepolto con tutti gli onori navali.
Tarawa
Tarawa era un gattino salvato da un fortino durante la battaglia di Tarawa dalla Guardia costiera degli Stati Uniti. Era la mascotte a bordo di una LST, ma non andava d'accordo con l'altra mascotte, un cane chiamato Kodiak, e scappava a terra..
Tiddles

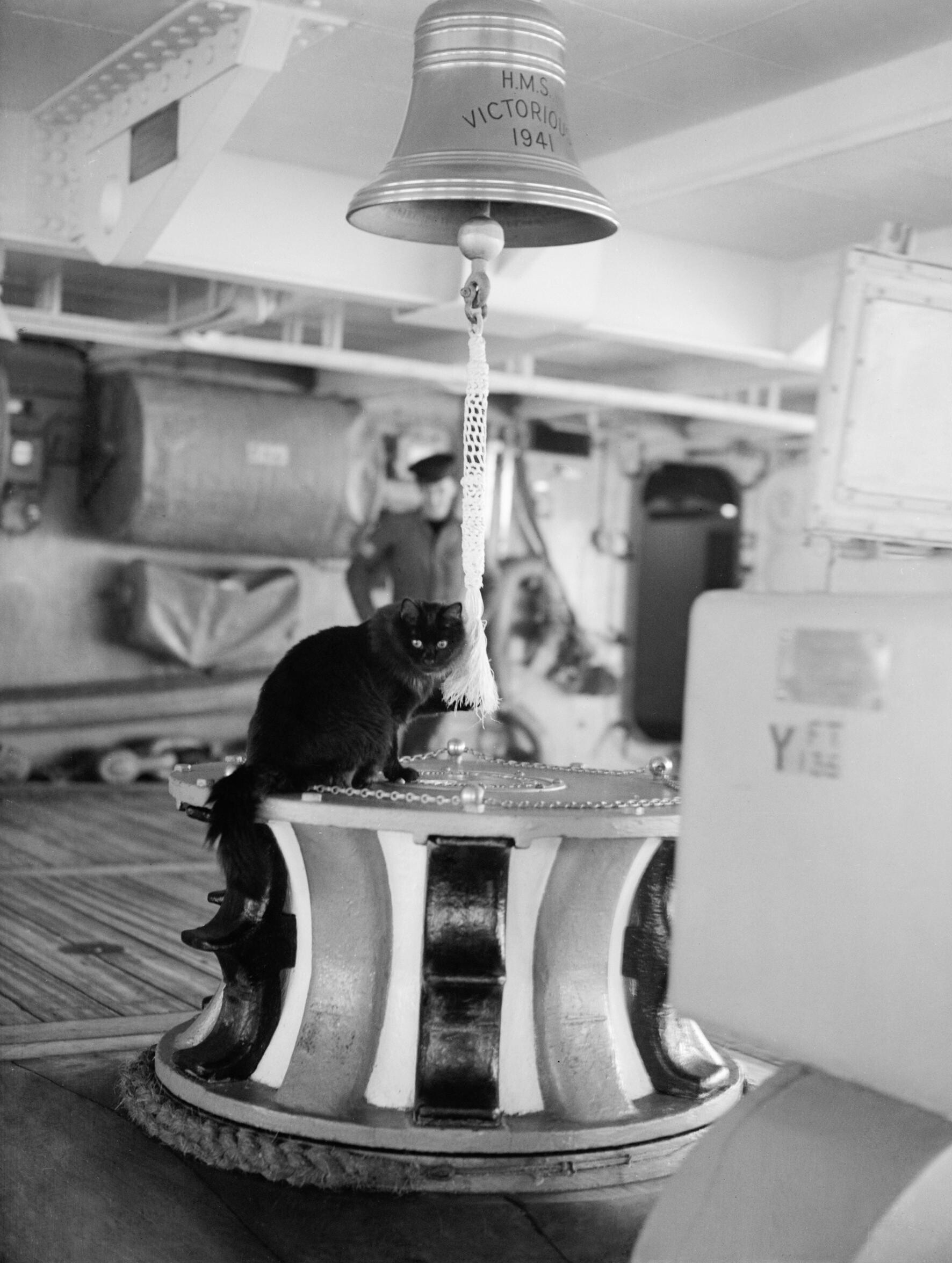
Tiddles alla sua stazione a bordo della HMS Victorious. Nonostante una lunga tradizione, non ci sono più gatti delle navi a bordo delle navi della Royal Navy

Tiddles era il gatto di bordo di diverse portaerei britanniche. Nacque a bordo della Argus e in seguito entrò a far parte della Victorious. Era spesso visto nella sua stazione preferita, sull'argano poppiero, dove giocava con la corda della campana. Alla fine ha viaggiato oltre 30 000 miglia (48 000 km) durante il suo periodo di servizio.
Trim
Trim era il gatto di bordo su diverse navi di Matthew Flinders durante i viaggi per circumnavigare e mappare la costa dell'Australia durante il 1801-1803. Divenne il favorito dell'equipaggio e fu il primo gatto a circumnavigare l'Australia. Rimase con Flinders fino alla morte. È stato oggetto di numerose opere letterarie e sono state collocate statue in suo onore, tra cui quella che si trova su un davanzale della finestra della Biblioteca di Stato di New South Wales a Sydney.
Unsinkable Sam (Oscar)
Oscar, soprannominato poi Sam l'inaffondabile (in inglese Unsinkable Sam), fu il gatto di bordo della corazzata tedesca Bismarck. Quando fu affondata il 27 maggio 1941, solo 116 persone su un equipaggio di oltre 2 200 sopravvissero. Oscar fu catturato dal cacciatorpediniere Cossack (una delle navi responsabili della distruzione di Bismarck). Il Cossack stesso fu silurato e affondato pochi mesi dopo, il 24 ottobre, uccidendo 159 membri dell'equipaggio, ma Oscar si salvò di nuovo e fu portato a Gibilterra. Divenne il gatto della nave della portaerei Royal, che fu silurato e affondato nel novembre di quell'anno. Oscar fu di nuovo salvato, ma fu deciso in quel momento di trasferirlo in una casa sulla terraferma. Ormai conosciuto come Unsinkable Sam per essere sopravvissuto ai tre affondamenti delle navi, gli fu dato un nuovo lavoro come cacciatore di topi negli edifici per uffici del Governatore Generale di Gibilterra. Alla fine è tornato nel Regno Unito e ha trascorso il resto della sua vita nella "Casa dei marinai". Esiste un suo ritratto nella collezione privata del Museo del mare a Greenwich.

## Tempi odierni
La Royal Navy ha bandito gli animali a bordo da tutte le navi nell'oceano dal 1975 per ragioni di igiene; comunque i gatti sono ancora comuni nelle imbarcazioni private.
Un esempio degno di nota è Toolbox (un gattino selvatico nato in una cassetta degli attrezzi), il gatto anziano della nave, ufficiale di mandato e "Assistente del Capitano" a bordo della moderna Kalmar Nyckel. Una celebrità a pieno titolo essendo argomento di due libri. Inoltre, il marinaio americano Robin Lee Graham è stato il velista solista più giovane a circumnavigare il globo agli inizi del 1965. Numerosi gatti di bordo sono stati inclusi nelle cronache del National Geographic (1968–1970) e dettagliati nel libro del 1972, Dove, che è stato adattato nel film del 1974 Il ragazzo del mare.

## Nei libri e nei film
Esistono almeno due libri intitolati The Ship's Cat: un libro per bambini del 1977 scritto da Richard Adams e Alan Aldridge, e una novella del 2000 scritta da Jock Brandis. Matthew Flinders' Cat è una novella del 2002 di Bryce Courtenay che racconta le avventure di Trim, il gatto che ha circumnavigato l'Australia. In Fish Head, un libro per bambini del 1954 scritto da Jean Fritz, l'omonimo gatto diventa involontariamente gatto di bordo.
Nei film di fantascienza, il ruolo del gatto di bordo è stato trasferito sulle astronavi. Alcuni esempi degni di nota sono ad esempio un breve racconto di Cordwainer Smith del 1955 intitolato Il gioco del topo e del drago (The Game of Rat and Dragon) e un racconto di Andre Norton del 1968 intitolato La gemma aliena (The Zero Stone) con un felino mutante e telepatico di nome Eet. Di Robert A. Heinlein è Il gatto che attraversa i muri (The Cat Who Walks Through Walls) dove un gatto di nome Pixel accompagna il narratore in diverse avventure spaziali. Nel film Alien (1979) e nel sequel Aliens (1986) c'è il gatto Jones ("Jonesy") a bordo della USCSS Nostromo.